# Grote Amarantherorde
De Grote Amarantherorde (Zweeds: "Stora Amarantherorden") is een Zweedse orde.
De in 1653 door Christina I van Zweden ingestelde Amaranthenorde was een hoforde die in de kleine kring van de favouriten van de vorstin werd uitgereikt. In de 18e eeuw werd een aan de Vrijmetselarij verwant gezelschap ingesteld dat de naam "Stora Amarantherorden" kreeg.
Het liefdadige gezelschap organiseert schitterende bals en feesten waarbij de symboliek van het Gustaviaanse Zweden als inspiratie dienen. De koning en de leden van de Zweedse koninklijke familie beschermen de orde.
De Zweedse adel speelt in de Amarantherorde een grote rol. Alle tien bestuurders zijn Zweedse edellieden.

## De graden van de Grote Amarantherorde
De orde heeft zes graden. Zij die worden toegelaten ontvangen de Eerste Graad. Na drie formele bijeenkomsten bijgewoond te hebben kan men de Derde Graad ontvangen. De twee lagere riddergraden kan men aanvragen maar dat is niet mogelijk bij de hoogste rang, die van de glorierijken.

## De aspiranten ("Övningsgrader")
- De Eerste Graad (Zweeds: "Första Amaranthergraden"). Het lid draagt de bijnaam "openhartige" of "uppriktiga" en draagt het vergulde kruis aan een purperrood lint met groene bies lint op linkerborst of aan een strik op de linkerschouder.

- De Tweede Graad (Zweeds: "Andra Aspirantgraden") heeft een bijzonder karakter. De vrouwelijke heraut draagt draagt de bijnaam "trofasta" of "getrouwe" en een ankervormig versiersel aan een strik van lichtblauw lint met zilveren randen.

- De Derde Graad (Zweeds: "Tredje Conseillergraden"). Het lid draagt de bijnaam "volkomene" of "fullkomlige" en draagt het vergulde kruis op de linkerheup. Het lint wordt over de rechterschouder gedragen aan een breed groen grootlint met purperrode bies. Er is geen ster.

### De Riddergraden ("Riddargrader")
- De Vierde of Ridderlijke Graad (Zweeds: "Fjärde Chevaliergraden"). Het lid draagt de bijnaam "waakzame" of "vaksamme" en draagt het vergulde kruis aan een breed wit grootlint met blauwe bies lint over de rechterschouder op de linkerheup.

- De Vijfde of Commandeursgraad (Zweeds: "Femte Kommendörsgraden"). Het lid draagt de bijnaam "overwinnaar" of "segrande" en draagt het vergulde kruis aan een breed purperrood grootlint met groene bies lint over de rechterschouder op de linkerheup.

- De Zesde of Hoogste Graad (Zweeds: "Sjätte den Högsta Graden"). Het lid draagt de bijnaam "de glorieuze" of "De gloriöse" en draagt het vergulde kruis aan een breed lichtblauw grootlint met zilveren bies lint over de rechterschouder op de linkerheup.

De grootlinten worden naar 18e-eeuwse zede altijd boven het rokjasje van de heren gedragen. Wanneer men een hogere rang in de orde bereikt wordt het oude ereteken ingeleverd.